# Đường hầm Považský Chlmec
Đường hầm Považský Chlmec (tiếng Slovakia: Tunel Považský Chlmec) là một đường hầm đường cao tốc hai ống nằm trên đường cao tốc D3 đi qua Žilina, Strážov - Žilina và Brodno ở Slovakia. Đường hầm này nằm ở phía tây bắc của trung tâm thành phố Žilina. Chiều dài của đường hầm là 2.218 mét.

## Lịch sử
Hợp đồng thi công đường hầm Považský Chlmec được ký kết vào ngày 26 tháng 5 năm 2014. Đường hầm được chính thức khởi công xây dựng vào ngày 17 tháng 6 năm 2014. Nghi thức bắt đầu đào hầm với việc đặt một bức tượng của Thánh Barbora diễn ra vào ngày 10 tháng 3 năm 2015. Lễ khánh thành đường hầm Považský Chlmec được tổ chức vào ngày 28 tháng 1 của năm tiếp theo, và toàn bộ đường hầm được bàn giao đưa vào sử dụng vào ngày 2 tháng 12 năm 2017.

## Miêu tả
Đường hầm Považský Chlmec bao gồm hai ống hầm song song nhau. Bên trong đường hầm có các hốc SOS được lắp đặt cách nhau khoảng 200 mét, và các hốc dành cho họng nước chữa cháy được lắp đặt cách nhau khoảng 100 mét. Ngoài ra, đường hầm còn có một hệ thống thông gió hoạt động theo phương dọc nhờ các quạt phản lực.